# Бородай, Виктор Иванович
Виктор Иванович Бородай (род. 18 апреля 1952, Бугулов, Ставропольский край) — российский политический деятель, депутат Государственной думы третьего созыва

## Биография
Окончил Всесоюзный заочный машиностроительный институт по специальности «инженер-механик» в 1982 г., Академию КГБ СССР им. Ф. Э. Дзержинского по специальности «юрист-правовед»

### Депутат госдумы
19 декабря 1999 г. был избран депутатом Государственной Думы РФ третьего созыва по федеральному списку избирательного блока Межрегиональное движение «Единство» (МЕДВЕДЬ), был членом фракции «Единство», заместителем председателя Комитета ГД по делам Федерации и региональной политике